# ثورة العلويين (762-763)
ثورة العلويين 762-763 أو ثورة النَّفس الزكيَّة، هي ثورة في وجه الخلافة العبَّاسية، بقيادة مُحمَّد النَّفس الزكيَّة وأخيه إبراهيم من ذرية الحسن بن علي، بعد أن رفضوا خلافة بني العبَّاس على الأمة الإسلاميَّة، فطلب النَّفس الزكيَّة الخلافة لنفسه في المدينة المُنوَّرة وثار فيها، وكان قد اتفق مع أخيه إبراهيم في البصرة على الثورة في نفس الوقت. تمكَّن العبَّاسيُّون من سحق ثورة النَّفس الزكيَّة في 14 رمضان سنة 145هـ / 5 ديسمبر 762م، ثم تمكنوا من القضاء على إبراهيم بن عبد الله في 25 ذو القعدة 145هـ / 13 فبراير 763م.

## خلفية الأحداث
بعد زوال حكم بني أميَّة وتولي بني العبَّاس خلافة الأمة الإسلاميَّة منذ خطبة أبي العبَّاس السَّفَّاح في ربيع الأول سنة 132هـ / أكتوبر 749م، هدأ العلويين طيلة فترة السَّفَّاح ظنًا منهم بأنها ستكون خلافة هاشميَّة أي تشمل أبناء العم من العبَّاسيين والعلويين على الرُّغم من اعتقادهم بأحقيتهم في الخلافة، إلا أنه بعد وفاة السَّفَّاح بدأ اليأس ينتشر بينهم، فها هو أخوه أبو جعفر تولَّى الخلافة وكان السَّفَّاح قد عهد بولاية العهد لابن عمِّه عيسى بن موسى، ثم نشب الصراع بين الخليفة أبو جعفر وعمِّه عبد الله بن علي، أي أن القوم لا يقبلون بأحد خارج بني العبَّاس للخلافة، وبدا الأمر واضحًا وجليًا لهم أن أبناء عمومتهم قد استحوذوا على الخلافة بينهم. كان الخليفة أبو جعفر مُتنبهًا وقلقًا من الرجل العلوي الطَّموح محمد بن عبد الله والمُلقَّب بالنَّفس الزكيَّة، ورصد تحرُّكات ودعوات تطالب وتدعو للنَّفس الزكيَّة، ومما زاد من قلق الخليفة، أن النَّفس الزكيَّة كانت له تجربة ثوريَّة قبل زوال الخلافة الأمويَّة في عهد مروان بن محمد. انشغل أبو جعفر في التخلُّص من ثورة عمِّه عبد الله بن علي وقتل أبي مُسلم، وهما من كانوا يشكلون الخطر الأكبر له، وبعد استقرار أمور الدَّولة إلى حدٍ كبير، وجَّه همته لمراقبة هذه الدعوة وإبقائه مُطلعًا على أحوالها، فدس جاسوسًا له، وأثبت الأخير للخليفة أن الحركة تعمل بنشاط وكتمان في خُراسان أيضًا، وأنه يقف خلفها قائدين، هما محمد بن عبد الله النَّفس الزكيَّة، وأخوه إبراهيم بن عبد الله.

### حبس بني الحسن في السجن
زادت شكوك أبو جعفر حين توجَّه لأداء الحج في سنة 140هـ / منتصف 758م، فلم يقدُم عليه محمد ولا إبراهيم، وحين سأل والدهما عبد الله بن الحسن، قال له: «والله لا أعلم أين مكانهما من الأرض»، غير أن إلحاح أبو جعفر في تكرار السُّؤال، قد استفز عبد الله، فجاوبه بحزم: «والله لو كانا تحت قدمي ما أخبرتك»، فعلم أنه يخبئ مكانهما، فقبض عليه ووضعه في السجن وصادر أمواله. اعترف رجل يدعى خالد بن حسان وهو أحد أتباع النَّفس الزكيَّة، أنه حاول اغتيال أبو جعفر أثناء السعي بين الصفي والمروة إلا أن عبد الله بن الحسن نهى عياله عن ذلك لحرمة المكان. أمر أبو جعفر واليه على المدينة المُنوَّرة، رياح بن عثمان المري بالبحث عن الأخوين وجعلها من أولوياته. لم يصل أبو جعفر لما يريد طوال أربعة أعوام للعثور على الأخوين المُستترين، فأمر بحبس معظم أهلهم وأبناء عمومتهم من الحسنيين ونقلهم من المدينة المُنوَّرة ومعهم نحوًا من أربعمائة من جهينة ومزينة نحو الهاشمية في سنة 144هـ / 761م، ومات بعضهم في السجن. يُشير المُؤرخ المصري محمد إلهامي إلى الروايات التي تحدثت عنهم قائلًا: «لقد وردت الكثير من الروايات في أن المنصور ارتكب الفظائع مع بني الحسن الذي سجنهم، وأفاضت الروايات في أساليب من التعذيب والإذلال، إلا أن كل هذه الروايات مكذوبة لا تصح، ولا هي حتى من نطاق الحسن ولا خفيف الضعف، بل أقل ما يقال عن أسانيدها أنها منقطعة أو مسلسلة بالمجاهيل»، إلا أنه لا يبرر سجنهم وما فعله الخليفة أبو جعفر في حقهم قائلًا: «على أننا لا ننكر بالمطلق أن ظلمًا قد وقع بهم، فكفى بالسجن دون جريمة ظلمًا، كذلك لا ندعي أنهم كانوا في إكرام وتعظيم بل لا بُدَّ وقع من الإساءة ما وقع».

## ثورة النفس الزكيَّة في المدينة
قام أبو جعفر بعمل الحيلة من خلال دسه لبعضًا من مواليه في صُفوف الأخوين، وقاموا بدور التحريض على الخروج والإعلان، وأوهموا بأن صفوف الدعوة في ازدياد وقوة، فانغر محمد النَّفس الزكيَّة واستعد للثَّورة في المدينة المُنوَّرة قبل الموعد المتفق فيه مع أخوه إبراهيم بن عبد الله في البصرة، فقد كانوا متفقين على الثَّورة في نفس الوقت إلا أن إبراهيم كان مريضًا وعجز عن الخروج. ثار النَّفس الزكيَّة في 1 رجب سنة 145هـ / 24 سبتمبر 762م، وكانت بمثابة المفاجأة الصَّاعقة لأبو جعفر، فقد كان يبحث عنه في مشارق الأرض ومغربها، وإذ يظهر في المدينة نفسها. التف حول النَّفس الزكيَّة، العديد من أنصاره ومُؤيديه ومن يُفضل البيت العلوي على العبَّاسي، ولقَّب نفسه بالمهدي وأشاع بأنه المهدي الموعود، وكان أبرز ما شجَّعه للثَّورة هو فتوى مالك بن أنس إمام دار الهجرة، بعد أن أفتى بالخروج على أبو جعفر إن بايعوه كُرهًا، واستدل بذلك أن أيمان البيعة تقع تحت حكم المكره، فكان لفتواه أثر واضح في إباحة الخروج على الدولة لكل من بايع مُكرهًا، إلا أنه لزم بيته ولم يشارك، ونقم العبَّاسيُّون عليه لاحقًا. استحوذ النَّفس الزكيَّة على بيت المال في المدينة وحبس الوالي، فاستولى على المدينة وخطب في الناس وأعلمهم بأنه الأحق في الخلافة، وأخبرهم أنه ما من أرض في ديار الإسلام إلا وقد أُخذ له فيه بالبيعة، وكانت العبارة الأخيرة دليلٌ على نجاح خطة أبو جعفر في الإسراع من ظهوره ومنحه الشُّعور بأن أمره ذاع وانتشر في بلاد الإسلام.
وصلت أنباء خروج النَّفس الزكيَّة إلى الخليفة، فسارع الأخير بالذهاب إلى الكوفة (المدينة الأكثر حبًا وميلًا إلى العلويين)، بهدف منع وصول الثورة إليها، فجلب الشُّرطة وبث الجواسيس وأتى بالأجناد على دفعات ليُرهب الكُوفيين، وبالفعل، فلم يُسمع لهم صوتًا خلال أحداث الثَّورة. بدأت حرب مراسلات بين أبو جعفر والنَّفس الزكيَّة، وكان كل طرف يثبت أحقيته في الخلافة دون الآخر. حاول أبو جعفر كسب النَّفس الزكيَّة وعرض عليه الأمان والعفو عنه وعن جميع أهله ومن تبعه وتقديم العطايا عرفانًا له إن تراجع وأعلن بيعته لأبو جعفر، إلا أن الرفض كان جواب النَّفس الزكيَّة. بعد استيلاء محمد النَّفس الزكيَّة على المدينة، أرسل سرية إلى مكَّة بقيادة الحسن بن معاوية وتمكن من الاستيلاء عليها، ثم أرسل محمد بكتاب إلى أهل الشَّام يدعوهم فيها لنصرته ومُبايعته إلا أنهم لم يلقوا له بالًا، خاصةً وأن أهل المدينة لم يجتمعوا عليه، ومنهم من رفض مبايعته، وبعضهم لزم داره. في رمضان سنة 145هـ / أواخر نوفمبر 762م، ثار إبراهيم بن عبد الله في البصرة، فزاد الأمر سوءًا على الخليفة أبو جعفر، وقُوةً نحو النَّفس الزكيَّة وأنصاره في المدينة. انتدب أبو جعفر جيشًا بقيادة وليُّ عهده عيسى بن موسى ومعه نخبة من الأمراء والقادة مثل محمد بن أبي العبَّاس، وحميد بن قحطبة، وكانت مهمتهم تقتضي منع أي إمداد من الشَّام ومصر إلى المدينة.
فضَّل النَّفس الزكيَّة بقاؤه في المدينة ليُقاتل فيها باعتبار أن المُسلمين في العصر النَّبوي قد هُزموا حين غادروا المدينة في غزوة أحد، وزاد استلهامه لتقدير المعارك حين حفر حول المدينة خندقًا مُتأثرًا من غزوة الخندق، فكانت أفعاله سببًا في إنجاح الحصار المفروض عليه، وتسبب بانسحاب الكثير من أنصاره خارج المدينة مبتعدين عن القتال. فشلت جميع محاولات عيسى بن موسى لدعوة النَّفس الزكيَّة للطاعة وإعطائه الأمان خلال ثلاثة أيام من المُراسلات، وفي النهاية تمكن الجيش العبَّاسي من اجتياز الخندق بصناعة أحبال وجسور من الخشب عبروا عليها، وانتهى بالنَّفس الزكيَّة مقتولًا على يد حميد بن قحطبة في 14 رمضان سنة 145هـ / 5 ديسمبر 762م، وحُمل رأسه لأبو جعفر لتنتهي ثورته. اتَّخذ الخليفة أبو جعفر لقب المنصُور بعد أن قضى على ثورة النَّفس الزَّكيَّة وأخاه إبراهيم، تعبيرًا عن أنه الشخص الذي أعانه الله على إحراز النَّصر على أعدائه، ومنذ ذلك الحين عُرف بالمنصُور.

## ثورة إبراهيم في البصرة
بمجرد وصول أخبار انطلاق ثورة أخيه محمَّد النَّفس الزكيَّة في المدينة المُنوَّرة، ثار إبراهيم بن عبد الله مدعومًا بالزَّيديَّة في البصرة جنوب أرض السَّواد من رمضان سنة 145هـ / أواخر نوفمبر 762م، فقد رأى أنها من أنسب الأماكن لثورة علويَّة. أشار الكُتَّاب وأهل الشُّورى على المنصُور بتعبئة ما أمكن من جنده، فقد جاء توقيتها سيئًا على المنصُور لعدم وجود جيش لديه، فجيوشه موزعة في خُراسان المُضطَّربة، وبعضها في إفريقية لمواجهة اضطرابات الخوارج، والأخيرة تُحارب النَّفس الزكيَّة في المدينة، فتعهَّد المنصُور أن لا يُخلي العاصمة من 30 ألف مُقاتل إذا عاد أي جيش إليه. استعمل المنصُور الشدة والحزم في مواجهة ثورة إبراهيم، فما كان يسمع عن رجل يدعو له في الكوفة حتى يرسل من يغتاله في بيته، بالإضافة لوضعه الكمائن على طريق البصرة، فيقتل من يُبايع إبراهيم ويُنصب رأسه في الكوفة ليتعظ بها الناس وتخف معنوياتهم أو أي محاولة لدعمه. كان المنصُور مهمومًا ومنشغلًا من ثورة إبراهيم، فكان أول إجراءاته أن استدعى سرية في الجزيرة كانت ترابط لمواجهة الخوارج، ثم تبعها خبر انتصار عيسى بن موسى ومقتل النَّفس الزكيَّة، وهو الخبر الأهم والأكبر، فقد ساهم في انقلاب الأحوال، وكان نزوله على إبراهيم كالصَّاعقة، وقال بعض من رآه حينها: «نظرت إلى الموت في وجه إبراهيم». أضاع إبراهيم فرصة ذهبيَّة سابقة في التوجه نحو الكوفة حين كانت تخلو من جيوش بني العبَّاس وكانوا قد طلبوا منه المجيء لدعمه، إلا أن مجيئ جيش عيسى بن موسى قادمًا من المدينة لمواجهته، قد بدَّد فرصه.
ارتكب إبراهيم بن عبد الله خطئًا عسكريًا كبيرًا حين أراد مواجهة جيش عيسى بن موسى، ورفض أن يجعل الجيش كتائب تلي بعضها بعضًا، فالتقى الجيشين ودار بينهما قتال شديد، فانهزم الجيش العبَّاسي في البداية، إلا أن صمود عيسى بن موسى وثباته في المعركة مع مئة رجل من أهل بيته، وجوابه لابن قحطبة بالتراجع قائلًا له: «لا أزول عن مكاني هذا أبدًا حتى أُقتل أو يفتح الله على يدي، والله لا ينظر أهل بيتي إلى وجهي أبدًا وقد انهزمت عن عدوهم!». وفي أثناء المعركة وتقدم جيش إبراهيم، انقض الأميران جعفر ومحمد بجنودهما على ظهر جيش إبراهيم، فعادت معنويات الجيش العبَّاسي وأطبق على جيش إبراهيم وتمكن من احتواء هجمته، ثم تتابعت الهزائم على الأخير حتى قُتل إبراهيم بن عبد الله مع خمسمئة من أنصاره في 25 ذي القعدة سنة 145هـ / 13 فبراير 763م. جيء برأس إبراهيم إلى المنصُور، فحزن لمقتله وبكى وسالت دموعه قائلًا: «والله لقد كنت لهذا كارهًا، ولكنك ابتليت بي وابتليت بك». دخل الناس على المنصُور مُهنئين فلم يرد عليهم أو يتجاوب معهم، حتى دخل جعفر بن حنظلة البهراني وقال: «أعظم الله أجرك يا أمير المؤمنين في ابن عمك وغفر له ما فرَّط فيه من حقك»، فاستحسن المنصُور وقع كلامه ورحَّب به، فعلم الناس أنهم مخطئون في تهنئته بدلًا من تعزيته، إلا أن أحد الأشخاص شتم إبراهيم في حضرة المنصُور، فرد الأخير الإساءة إليه وشتمه.

### فهرس المنشورات
1. ↑  الطبري (2004)، ص. 1471.
2. ↑  الخضري (2003)، ص. 62.
3. ↑  إلهامي (2013)، ص. 293-294.
4. ↑  إلهامي (2013)، ص. 294-295.
5. ↑  الطبري (2004)، ص. 1524.
6. ↑  إلهامي (2013)، ص. 295.
7. ↑  إلهامي (2013)، ص. 296.
8. ↑  الطبري (2004)، ص. 1526.
9. ↑  العاني (1981)، ص. 276.
10. 1 2  المسعودي (1893)، ص. 341.
11. ↑  ابن الأثير (2005)، ص. 816.
12. 1 2  إلهامي (2013)، ص. 296-297.
13. ↑  السيوطي (2003)، ص. 208.
14. ↑  إلهامي (2013)، ص. 298-304.
15. 1 2  إلهامي (2013)، ص. 305-306.
16. ↑  فوزي (1970)، ص. 384-386.
17. ↑  إلهامي (2013)، ص. 307-309.
18. ↑  اليعقوبي (2010)، ج. 2، ص. 318.
19. ↑  إلهامي (2013)، ص. 309-311.
20. 1 2  ابن الأثير (2005)، ص. 821.
21. ↑  إلهامي (2013)، ص. 311-312.

### معلومات المنشورات كاملة
الكتب مرتبة حسب تاريخ النشر
- حسن فاضل العاني (1981)، سياسة المنصور أبي جعفر الداخلية والخارجية، بغداد، OCLC:4770734406، QID:Q126164117{{استشهاد}}:  صيانة الاستشهاد: مكان بدون ناشر (link)
- جلال الدين السيوطي (2003)، تاريخ الخلفاء (ط. 1)، بيروت: دار ابن حزم، QID:Q123424538
- محمد الخضري بك (2003). الدولة العباسية. مراجعة: نجوى عباس. القاهرة: مؤسسة المختار للنشر. ISBN:978-977-5283-97-9. OCLC:54844608. OL:31601253M. QID:Q123224571.
- محمد بن جرير الطبري (2004). تاريخ الأمم والملوك، تاريخ الطبري: طبعة مقدم لها بتوضيح في أسانيد الطبري وبيان المؤاخذات عليها، وصححت النسخة على أصح النسخ الموجودة، وخدمت بفهارس للآيات وفهارس للأحاديث، وفهارس للموضوعات. مراجعة: أبو صهيب الكرمي. عَمَّان: بيت الأفكار الدولية. ISBN:978-9957-21-152-3. OCLC:956977290. QID:Q123224476.
- ابن الأثير الجزري (2005)، الكامل في التاريخ، مراجعة: أبو صهيب الكرمي، عَمَّان: بيت الأفكار الدولية، OCLC:122745941، QID:Q123225171
- محمد إلهامي (2013)، العباسيون الأقوياء: رحلة العباسيين منذ بداية الثورة وحتى نهاية عصرهم الذهبي، رحلة الخلافة العباسية (1) (ط. 1)، القاهرة: مؤسسة اقرأ، OCLC:908114750، QID:Q126202684